# Centeterus major
Centeterus major là một loài tò vò trong họ Ichneumonidae.